# Desmoscolex demerarae
Desmoscolex demerarae is een rondwormensoort uit de familie van de Desmoscolecidae. De wetenschappelijke naam van de soort is voor het eerst geldig gepubliceerd in 1983 door Deraemer.